# Forsman & Bodenfors
Forsman & Bodenfors (F&B o Happy F&B) es una agencia de publicidad sueca, creada en Gotemburgo en el año 1986.
Su primer mayor cliente fue el periódico local Göteborgsposten en 1988, una colaboración que, hasta el día de hoy, sigue existiendo. Un año más tarde, tuvo su primer cliente en Estocolmo cuando firmaron contrato con la empresa de alimentos Semper. Desde entonces, varias otras empresas importantes han contratado sus servicios, entre ellas IKEA, Volvo y UNICEF.[cita requerida]
La agencia fue la encargada de diseñar la imagen del Festival de la Canción de Eurovisión 2013, que se celebró en mayo del 2013 en la ciudad de Malmö.
Actualmente la empresa tiene cerca de cien empleados en Estocolmo y Gotemburgo.